# Colchester (Connecticut)
Pour les articles homonymes, voir Colchester (homonymie).
Colchester est une ville américaine située dans le comté de New London au Connecticut.
Colchester devient une municipalité en 1698. Nathanial Foote, propriétaire des terres où la ville fut fondée, choisit ce nom en référence à la ville natale de son grand-père, Colchester.

## Démographie
Selon le recensement de 2010, Colchester compte 16 068 habitants. La municipalité s'étend sur 49,7 milles carrés (128,72 km2), dont 48,98 milles carrés (126,86 km2) de terres.
| 1820  | 1850  | 1860  | 1870  | 1880  | 1890  |
| ----- | ----- | ----- | ----- | ----- | ----- |
| 2 152 | 2 468 | 2 862 | 3 383 | 2 974 | 2 988 |

| 1900  | 1910  | 1920  | 1930  | 1940  | 1950  |
| ----- | ----- | ----- | ----- | ----- | ----- |
| 1 991 | 2 140 | 2 050 | 2 134 | 2 338 | 3 007 |

| 1960  | 1970  | 1980  | 1990   | 2000   | 2010   |
| ----- | ----- | ----- | ------ | ------ | ------ |
| 4 648 | 6 603 | 7 761 | 10 980 | 14 551 | 16 068 |